# Roccella (przystanek kolejowy)
Roccella (wł: Stazione di Roccell) – przystanek kolejowy w Palermo, w dzielnicy Roccella-Acqua dei Corsari, w prowincji Palermo, w regionie Sycylia, we Włoszech.
Przystanek został otwarty 21 grudnia 2014. Zbudowany został w pobliżu dużego centrum handlowego Forum Palermo.
Według klasyfikacji RFI ma kategorię brązową.

## Linie kolejowe
- Palermo-Agrigento-Porto Empedocle
- Palermo-Katania
- Palermo-Mesyna